# Duvin
Duvin (en romanche: Duin) era una comuna suiza del cantón de los Grisones, situada en el distrito de Surselva, círculo de Lumnezia/Lugnez. Limitaba al norte con las comunas de Cumbel, Pitasch y Riein, al este y sureste con Safien, al sur con Sankt Martin, y al suroeste y oeste con Suraua. El 1 de enero de 2014 se fusionó con las antiguas comunas de Castrisch, Ilanz, Ladir, Luven, Pitasch, Riein, Ruschein, Schnaus, Sevgein, Pigniu, Rueun y Siat para convertirse en la nueva comuna de Ilanz/Glion.

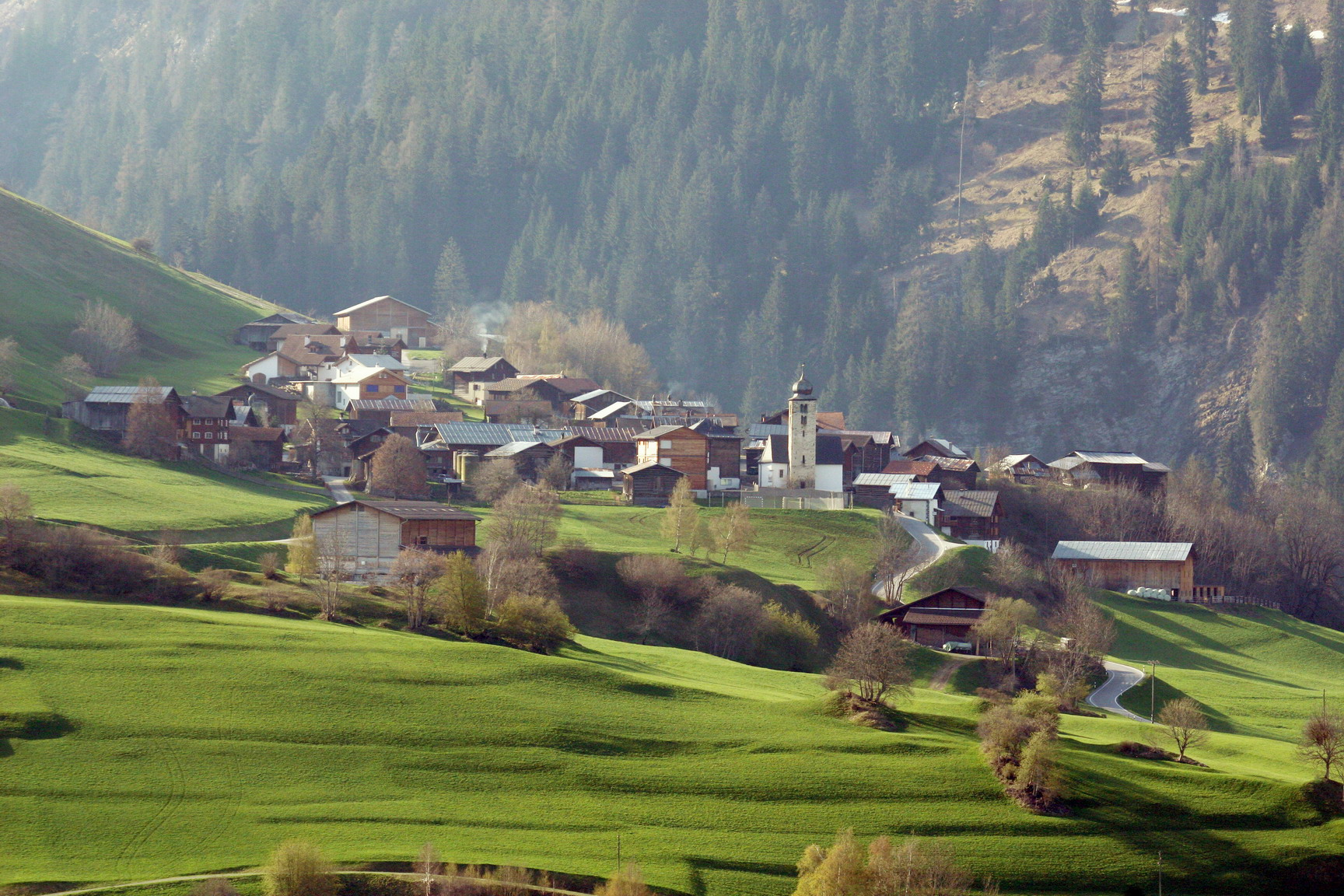
Vista de Duvin.